# گوشت گوساله

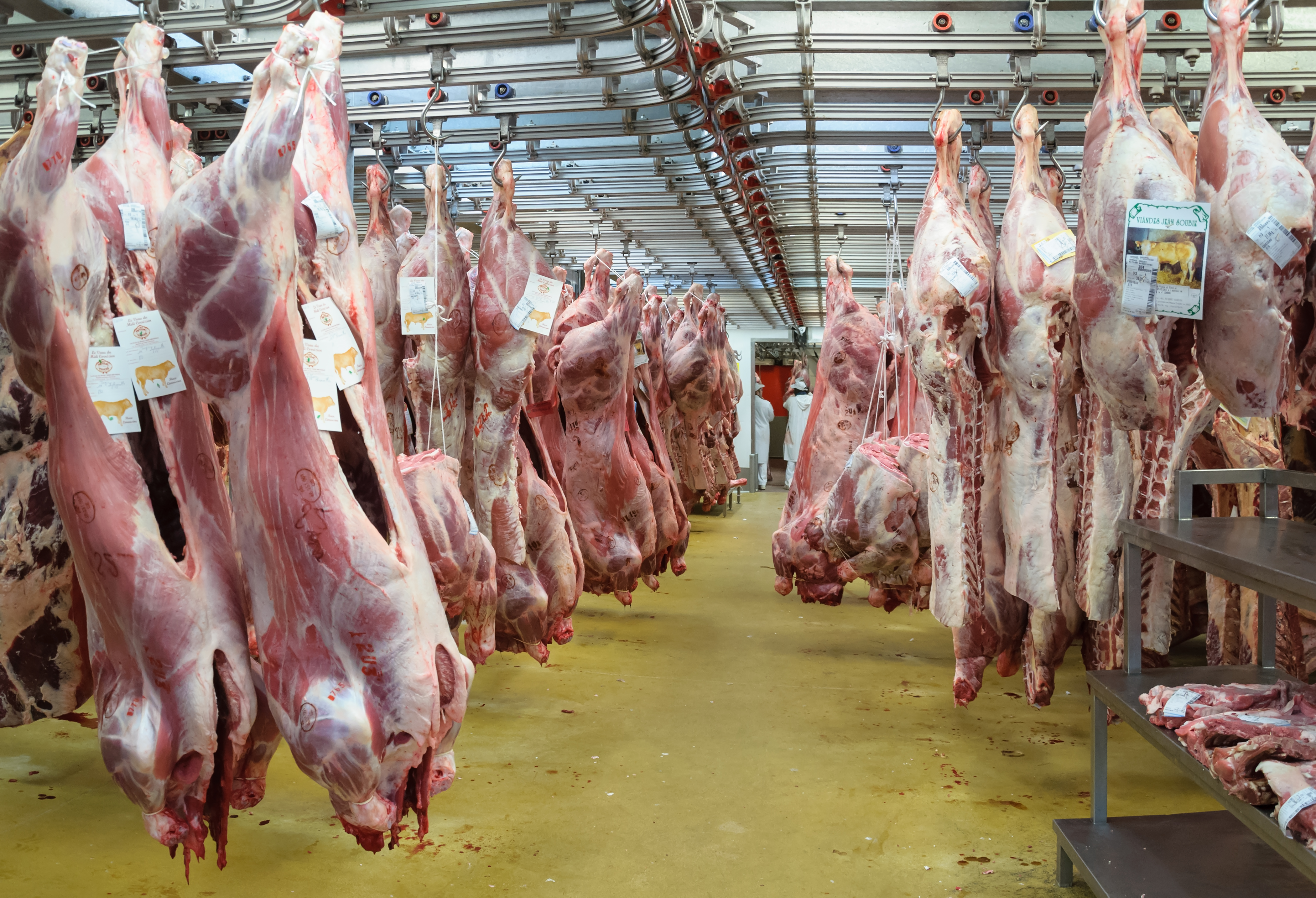
فروشگاه عرضه‌کننده گوشت گوساله در فرانسه

گوشت گوساله نوعی گوشت است که از گوساله‌های جوان تولید می‌شود و معمولاً در لیست‌های غذایی، از گوشت‌های دیگر گران‌قیمت‌تر هستند.